# Шкловская ГЭС
Шкловская ГЭС (бел. Шклоўская ГЭС) — планируемая гидроэлектростанция на реке Днепр около деревни Низовцы Шкловского района в пяти километрах севернее Шклова (Белоруссия).
Установленная мощность 4,9 МВт.
Предусматривается строительство земляной плотины, паводкового водосброса, здания ГЭС с соответствующим оборудованием, судоходного шлюза.
Площадь водохранилища составит 443 гектара. Плотина позволит регулировать уровень воды в Днепре во время весенних паводков.
После возведения плотины, уровень воды в Днепре повысится до самой Орши. Река станет пригодна для судоходства на участке Орша — Шклов.
Строительство ГЭС обойдется в 28 млн долларов. Предлагается осуществить строительство в рамках государственно-частного партнерства по схеме «ВОТ» (строительство-эксплуатация-передача). Реализация проекта возложена на ГПО «Белэнерго» (РУП «Могилёвэнерго» — заказчик), координатором проекта является Министерство энергетики Республики Беларусь.